# Ворожбянський заказник
Ворожбянский — ландшафтний заказник в Україні, об'єкт природно-заповідного фонду. Розташований на території Лебединського району (396, 1 га) та Сумського району (2552 га) Сумської області.

## Історія
Був оголошений рішенням Сумського Облвиконкому № 662 25.12.1979 року на землях Лебединського лісгоспзагу (на річці Псел). Від початку заснування площа — 1200 га. Проте рішенням облради від 18.12.2008 р. змінена категорія із гідрологічного на ландшафтний та площа збільшена до 2948,1 га.

## Опис
Перебуває у користуванні:
- Лебединський держлісгосп (Великовисторопське лісництво, кв. 8-10) - 234 га;
- Ворожбянська сільська рада – 99,6 га;
- Лебединський агролісгосп (кв. 35, вид. 1-37)– 62,5 га;
- Сумський держлісгосп (Низівське лісництво, кв. 23-24, 27-30, 39-40, 42-44, 46-47, 49-51, 53-56, 59-61, 64-68, 82) – 2393 га;
- Сумський агролісгосп (кв. 105, вид. 33, 37, 39-43, 45-47, кв. 106, вид. 54-56)– 29,6 га;
- Шпилівська сільська рада – 44 га;
- Низівська селищна рада – 85,4 га.

Охороняється цілісний лісовий масив складений корінними угрупуваннями (соснові, сосново-дубові та березові лісові насадження), а також похідними угрупуваннями (сосново-березові і тополеві лісові культури).
Тут водяться такі цінні види тварин: бобри, видри, лисиці, ондатри, качки і інші.

## Галерея

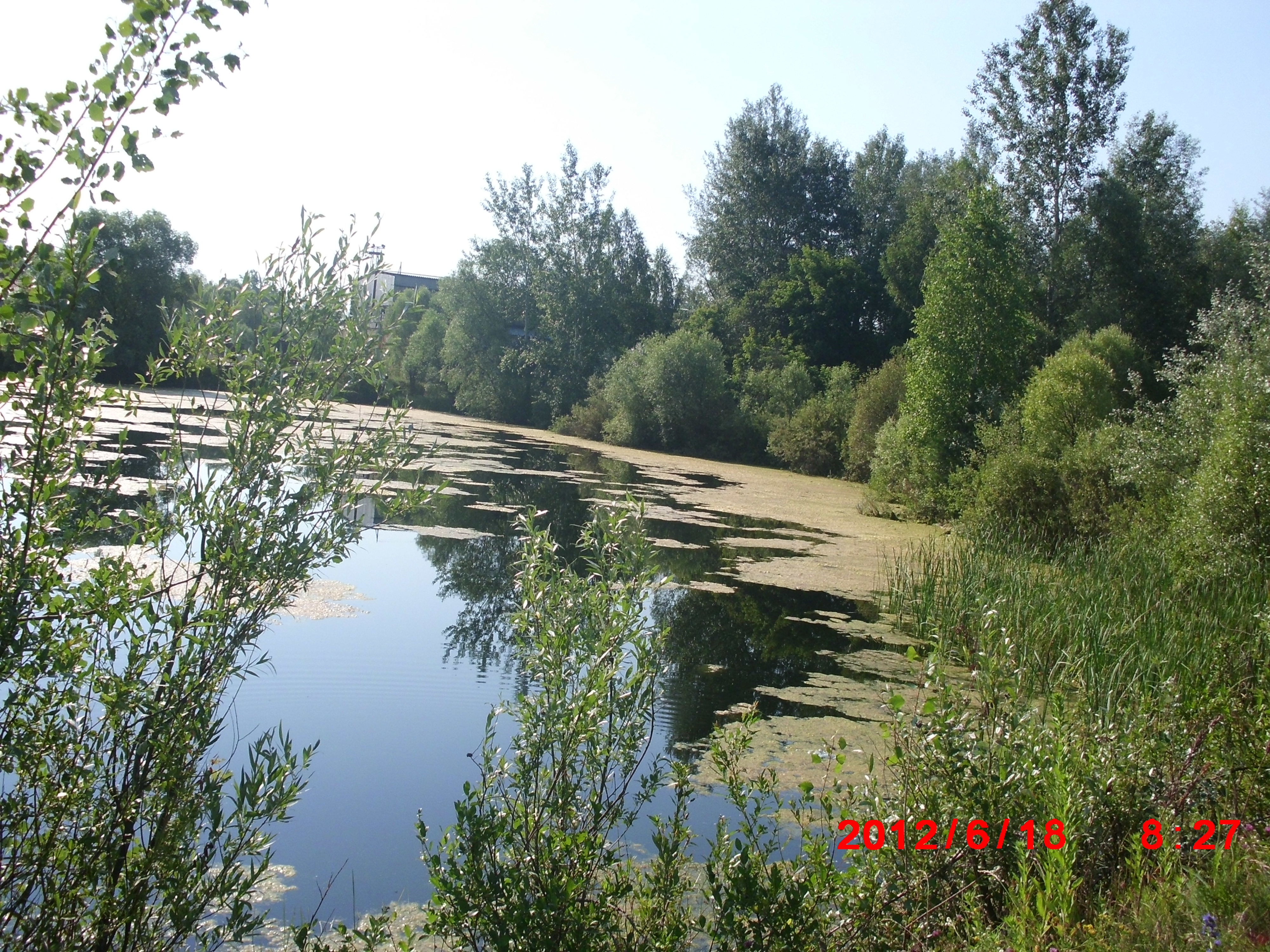
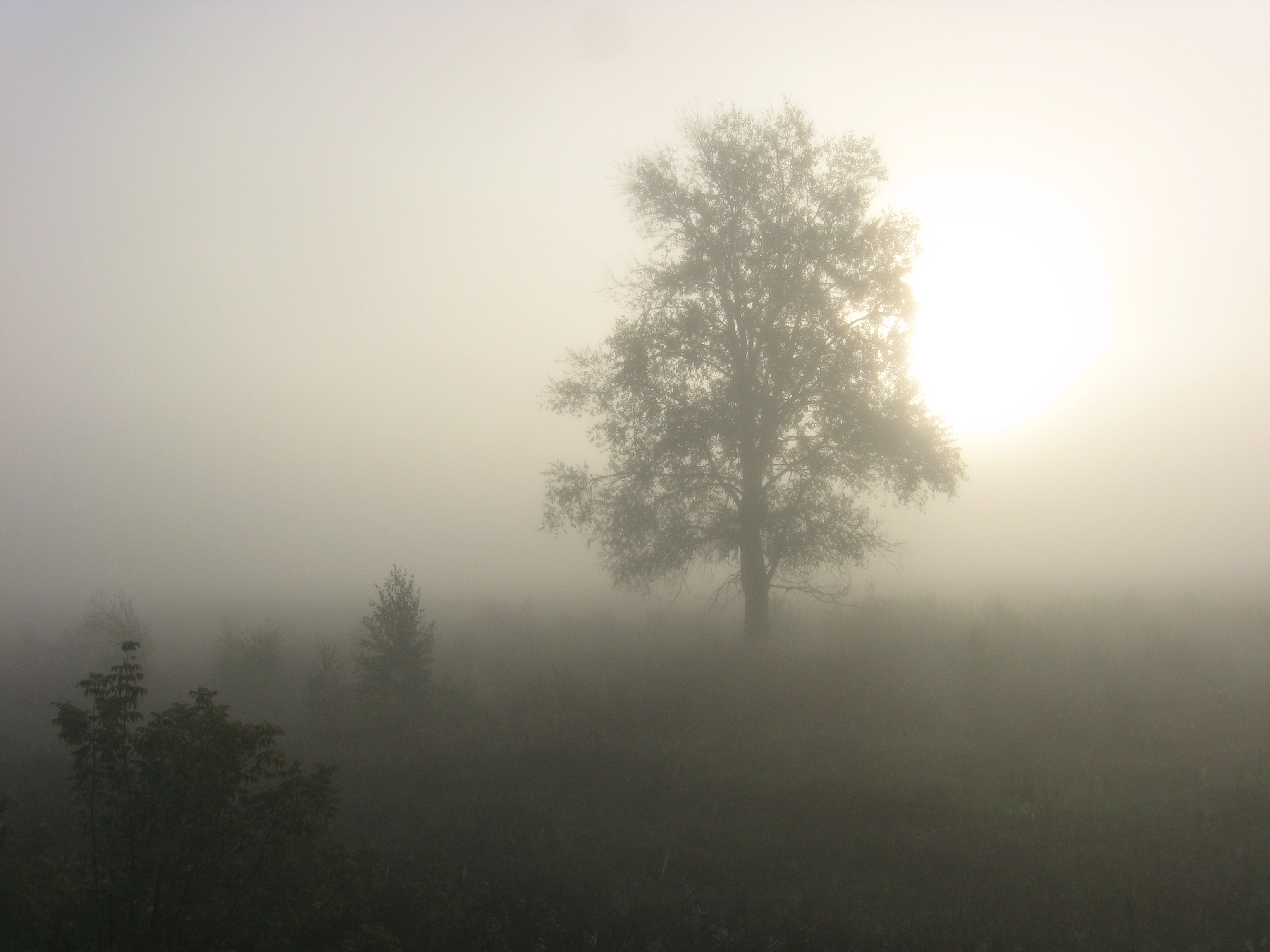
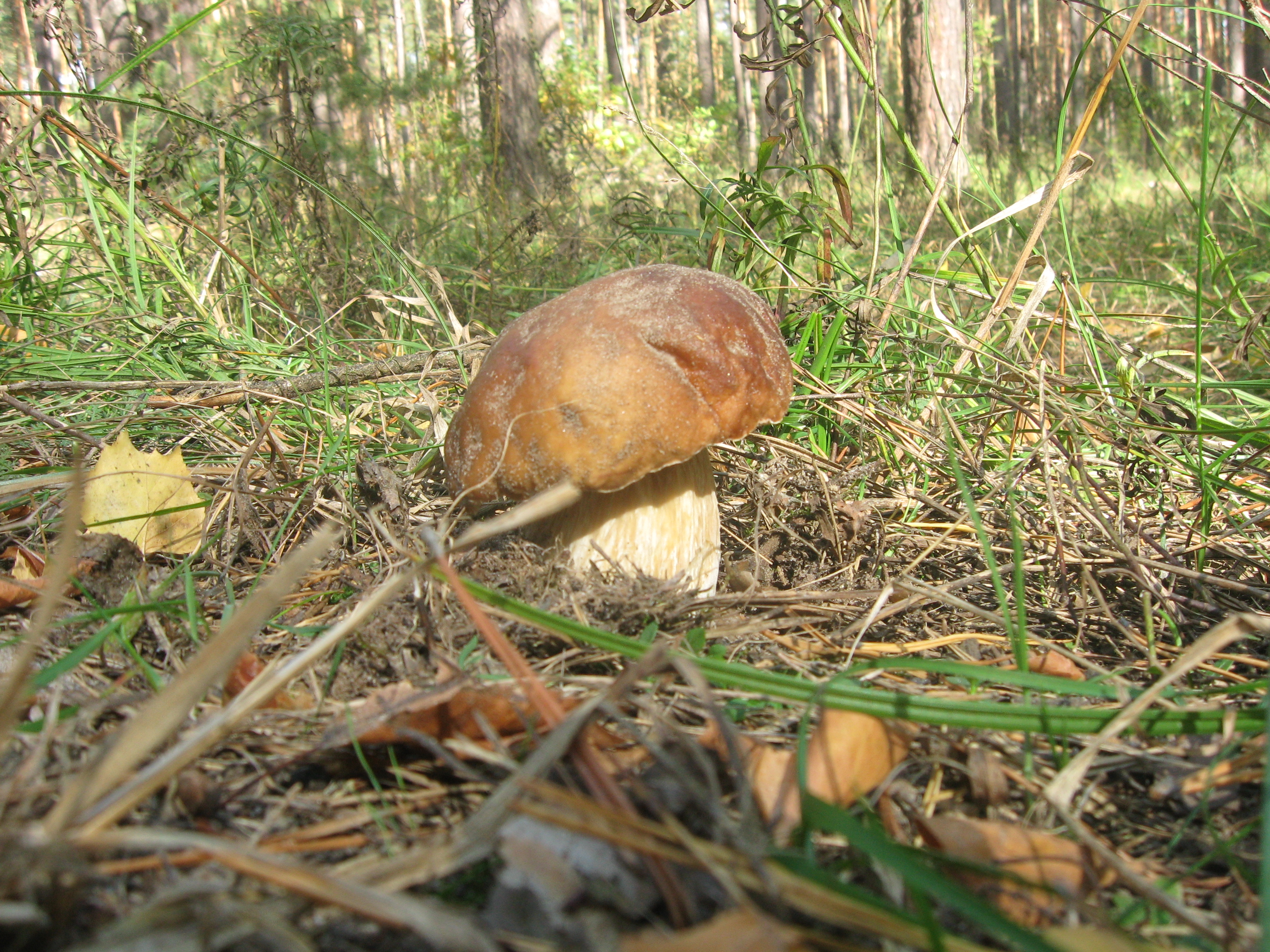